# Spintria

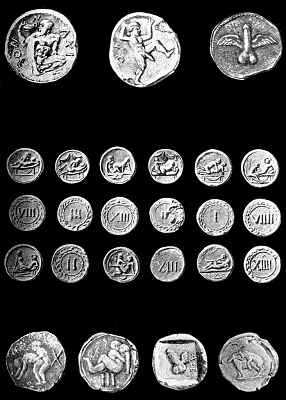
Spintriae från Pompeji.

Spintria, pluralis: spintriae, var i antikens Rom en liten pollett i brons eller mässing. Spintriae användes förmodligen på bordeller; på framsidan ses ett erotiskt motiv, medan baksidan har en romersk siffra från I till XVI.